# 诗丽吉
诗丽吉·吉滴耶功國王母后陛下（皇家轉寫：Somdet Phra Nang Chao Sirikit Phra Borommarachininat；1932年8月12日—），是現任泰王瑪哈·哇集拉隆功（拉瑪十世）的母親，前任泰王普密蓬·阿杜德（拉瑪九世）的妻子。
她與普密蓬在巴黎相遇（當时她父親是泰國駐法國大使）。1950年，在普密蓬加冕后不久，他们结婚。

## 个人经历

### 早年
1932年8月12日诗丽吉出生於曼谷，出身王族。是家中的第三个孩子，第一个女儿。其父庄他武里亲王二世為吉滴耶功·沃叻拉薩納之子，泰国国王朱拉隆功（拉玛五世）之孙。当时的国王巴差提朴（拉玛七世）为她取名诗丽吉，意思为“伟大的”。她有两个哥哥和一个妹妹。由于父母在暹罗驻美国大使馆做秘书，一岁前诗丽吉是由外公抚养。直到一岁时她父母回来，一家就住在在曼谷的昭披耶河畔的一座宫殿里。

### 教育
4岁时，诗丽吉在里吉尼学校上幼稚园。在她上小学时，太平洋战争爆发，曼谷被多次攻打，变得十分的不安全。于是她就搬到了St. Francis Xavier Convent学校读书，因为那里离皇宫比较近，她从小学二年级开始在那里读到了初中毕业。1946年，战争结束后，随其出任驻英国大使的父亲前往英国生活和学习，这时她13岁初中毕业。在英国的时候，她开始学习钢琴、英语和法语。由于父亲工作的原因，一家人经常搬到各个国家，包括丹麦和法国。在法国时，她就读于巴黎的一所音乐学院。也是在法国，她认识了普密蓬。他们是远亲，都是朱拉隆功的后代。当时普密蓬国王已经即位并在瑞士留学，他们都住在泰國駐法國大使館內。诗丽吉经常陪国王到处游览，两人发现有许多共同点，交往就开始了。

### 婚姻
1948年10月4日，普密蓬在日内瓦到洛桑的路上开着一辆菲亚特，结果在洛桑十公里外与一辆卡车相撞，导致背部受伤，并且右眼失明。他在洛桑住院时，诗丽吉经常去看望他。在那里，她遇到了他的母亲宋卡親王妃诗纳卡琳·珊婉。泰王的母亲让诗丽吉在近一点的地方读书，以方便他们互相了解，于是普密蓬国王为她选了一所洛桑的寄宿学校。他们在1949年7月19日订了婚并在1950年4月28日，普密蓬加冕前一周在斯拉帕苏姆宫完婚。婚礼由萨万·瓦达纳主持。
诗丽吉婚后育有三女一儿。1956年被任命为摄政女王。由于普密蓬2016年駕崩前曾是世界上在位任期最长的国家元首，所以诗丽吉也曾是世界上任期最长的元首配偶，共66年168天，2018年被英國女王伊莉莎白二世的王夫愛丁堡公爵菲利普親王超越。

### 晚年
自从2012年7月21日中风后，诗丽吉就在公众视野中消失了。
華人社會常會錯誤地將詩麗吉稱為王太后，然而泰國王室一向無太后的封號，泰文官方名稱是尊稱她為「國王母后」。

## 荣誉

### 外国勋章奖章
- 圣雅各之剑大十字勋章（葡萄牙语：Ordem Militar de Sant'Iago da Espada）（葡萄牙，1960年11月10日公布[2]）
- 卿雲勳章（中華民國，1963年7月1日公布[3]）

## 图集

皇家标志
皇家旗帜
王旗